# تغاير معدل نبض القلب

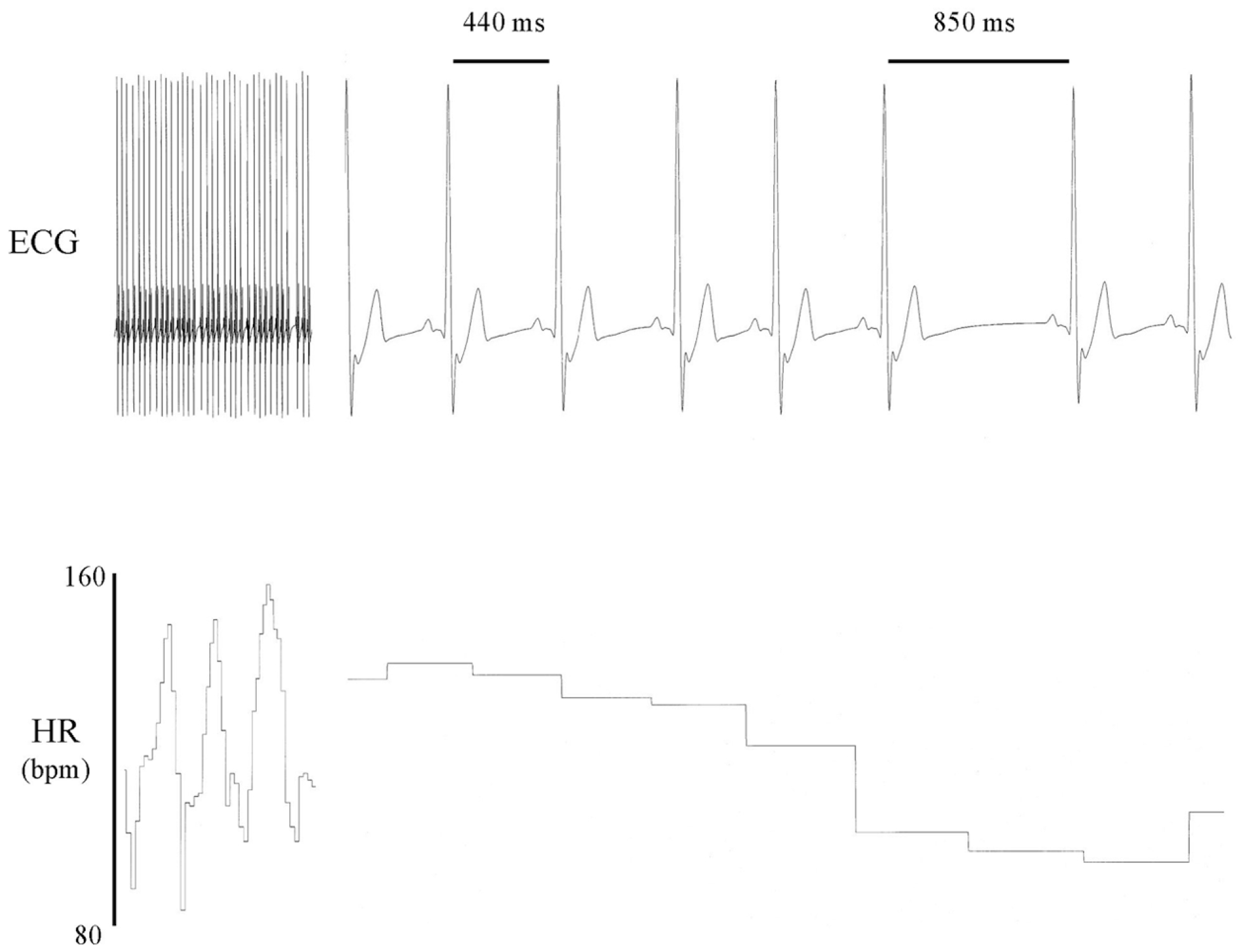
تغاير معدل نبض القلب

تغاير معدل نبض القلب، ظاهرة فيزيولوجية تتميز بتغير الفاصل الزمني بين ضربات القلب. تشمل الطرق المستخدمة لتحديد معدل نبض القلب: تخطيط القلب الكهربائي، وقياس الضغط الشرياني، وقياس نبض القلب بواسط مقياس النبض الإصبعي، ويعتبر تخطيط القلب الكهربائي أفضل هذه الطرق وأدقها لأنها يوضح شكل النبضة القلبية ومقدار انتظامها.

## الأهمية السريرية
أكدت الدراسات السريرية أن انخفاض معدل ضربات القلب عامل خطورة مهم للوفيات بعد احتشاء العضلة القلبية. قد تترافق مجموعة من الأمراض والحالات الأخرى مع معدل تغاير معدل ضربات القلب (عادةً ما يكون انخفاض) ومنها: قصور القلب الاحتقاني، الاعتلال العصبي السكري، زرع القلب ومتلازمة موت الرضيع المفاجئ.

## الأهمية النفسية والاجتماعية
تزايد الاهتمام في الفترة الأخيرة بموضوع تغاير معدل النبض وارتباطه بعلم النفس الفيزيولوجي، فعلى سبيل المثال يرتبط تغاير معدل النبض بالإثارة العاطفية، وقد أكدت الدراسات ارتفاع معدل النبض في أوقات الشدة والضغط العاطفي وحالات القلق، وقد يرتبط ذلك بزيادة الانتباه والتركيز وتثبيط الحركة خصوصًا عند الأفراد الذين يعانون من القلق.

## التغيرات المتعلقة بأمراض معينة
لاحظ الباحثون ارتباط تغاير معدل نبض القلب مع العديد من أمراض القلب والأوعية الدموية بالإضافة لأمراض أخرى متنوعة.

### احتشاء العضلة القلبية
قد يحدث انخفاض معدل نبض القلب بعد احتشاء العضلة القلبية بسبب انخفاض تنبيه العصب المبهم، ويظهر معدل ضربات القلب عند المرضى الذين نجوا من احتشاء عضلة القلب الحاد انخفاضًا في القوة الإجمالية للنبضة القلبية. وقد يفسر التغيير في التحكم العصبي الاختلاف في معدل ضربات القلب بين الليل والنهار.

### الاعتلال السكري العصبي
يتميز الاعتلال العصبي المرتبط بالداء السكري بتغيير في الألياف العصبية الصغيرة، ويبدو أن انخفاض الفاصل الزمني لمعدل ضربات القلب يحمل قيمة تنبؤية سلبية ويحدث حتى قبل ظهور أعراض الاعتلال العصبي سريريًا.

### زرع القلب
يحدث انخفاض شديد في معدل ضربات القلب مع عدم وجود مكونات تخطيطية محددة في المرضى الذين خضعوا لعملية زرع قلب مؤخرًا، ويعتبر ظهور مكونات تخطيطية محددة في عدد قليل من المرضى مؤشرًا على إعادة تعصيب القلب. قد تحدث عملية إعادة التعصب هذه في وقت مبكر خلال عام إلى عامين بعد عملية الزرع.

### ضعف العضلة القلبية
يحدث انخفاض في معدل نبضات القلب باستمرار عند المرضى الذين يعانون من قصور قلب. يحدث في هذه الحالة فرط تفعيل ودي مثل زيادة سرعة دقات القلب وارتفاع مستويات الكاتيكولامينات في الدم، وقد أظهرت الدراسات وجود علاقة بين معدل تغاير النبض ومستوى ضعف عضلة البطين الأيسر، وربما يكون انخفاض معدل نبضات القلب موازيًا لشدة المرض، لكن العلاقة بين المكونات التخطيطية ومستويات الضعف البطيني أكثر تعقيدًا.

### تشمع الكبد
يرتبط تشمع الكبد بانخفاض معدل ضربات القلب، ولانخفاض معدل ضربات القلب في مرضى تشمع الكبد قيمة إنذارية للتنبؤ بالوفيات. يرتبط معدل تغاير النبض أيضًا بارتفاع مستويات السيتوكينات التي تؤدي للالتهابات في البلازما وضعف الوظيفة الإدراكية العصبية عند هذه الفئة من المرضى.

### الإنتان
ينخفض معدل ضربات القلب عند مرضى الإنتان، ولانخفاض معل ضربات القلب قيمة تشخيصية وإنذارية عند الأطفال الصغار المصابين بالإنتان، لكن الفيزيولوجيا المرضية لانخفاض معدل ضربات القلب عند المرضى الذين يعانون من إنتان الدم ليست مفهومة جيدًا، ولكن هناك أدلة تجريبية تؤكد أن فصل التحكم العصبي اللإرادي عن خلايا ضربات القلب قد يلعب دورًا في انخفاض معدل ضربات القلب أثناء الإنتان الجهازي الحاد.

### الشلل الرباعي
رغم أن المرضى الذين يعانون من آفات في النخاع الشوكي الرقبي لديهم تعصيب طبيعي للقلب، لكن يمكن ملاحظة اضطراب في نظم القلب عند هؤلاء المرضى دون تغيرات تخطيطية نموذجية.

### الموت القلبي المفاجئ
لوحظ أنَّ ضحايا الموت القلبي المفاجئ لديهم انخفاض في معدل تغاير النبض مقارنة بالأفراد الأصحاء، ويمكن ملاحظة انخفاض معدل نبض القلب لديهم قبل حدوث الموت القلبي المفاجئ، ما يثير أسئلة حول ما إذا كانت الوظيفة العصبية اللاإرادية المتغيرة تلعب دورًا في تطور عدم استقرار كهربائي. يصاب الناجون من الداء المنجلي بنقص معدل النبض أيضًا، ويكون هؤلاء أكثر عرضة للإصابة بنوبات قلبية لاحقًا.

### السرطان
يرتبط تغاير معدل النبض بتطور مرض السرطان وفقًا لمراجعة منهجية للدراسات العلمية المنشورة. يكون معدل تغاير النبض أعلى بكثير عند مرضى السرطان في المراحل المبكرة منه من مرضى المراحل المتقدمة، ما يشير إلى أن شدة المرض تؤثر بشدة على معدل تغاير النبض، ويمكن ملاحظة تغاير المعدل أيضًا بين الأورام الخبيثة المختلفة.

## التعديلات المرتبطة بإجراءات محددة
قد تكون الإجراءات التي تزيد من معدل ضربات القلب وقائية ضد الوفيات القلبية والموت القلبي المفاجئ، ورغم أن الأساس النظري لهذه الفكرة صحيح، إلا أن الافتراض بأن تعديل معدل تغاير النبض سيؤدي لحماية القلب يفتقر للأدلة. تزايدت الآراء العلمية التي تؤكد أن الزيادات في النشاط المبهمي يمكن أن يكون مفيدًا للقلب، ولكن لم يُعرف حتى الآن مقدار النشاط المبهمي الكافي لتحقيق حماية للقلب.

### حاصرات بيتا
لا تتوفر بيانات كافية حول تأثير حاصرات بيتا على تغاير معدل النبض عند المرضى الناجين من احتشاء العضلة القلبية، رغم وجود أدلة إحصائية على ذلك. أظهرت الدراسات التي أجريت على الكلاب الحية في فترة ما بعد احتشاء العضلة القلبية أن حصارات بيتا لا تؤثر بشكلٍ كافٍ على تغاير معدل النبض عندها، ولكنها قد تؤثر عند الكلاب التي تكون معرضةً للإصابة باضطراب نظم مميت.

### الأدوية المضادة لاضطراب نظم القلب
تتتوفر بيانات حول تأثير العديد من الأدوية المضادة لاضطراب نظم القلب، وبعضها يستخدم لتعديل معدل تغاير النبض عند المرضى الذين يعانون من عدم انتظام ضربات القلب البطيني المزمن، وبعض الأدوية المضادة لاضطراب النظم يمكن أن تقلل من معدل ضربات القلب.

### سكوبولامين
قد تؤدي حاصرات مستقبلات المسكارين إذا أعطيت بجرعة منخفضة - مثل الأتروبين والسكوبولامين - إلى زيادة متناقضة في تأثيرات المبهم على القلب، ما يؤدي إلى تبدلات مهمة في معدل تغاير النبض، ويمكن أن يزيد السكوبولامين والأتروبين بجرعة منخفضة بشكل ملحوظ من معدل ضربات القلب.

### حالات الخثرة
بحثت إحدى الدراسات حول تأثير حالَّات الخثرة على معدل تغاير النبض عند 95 مريضًا يعانون من احتشاء عضلة قلبية حاد، وقد لوحظ ارتفاع معدل تغاير النبض بعد 90 دقيقة من تطبيق حالات الخثرة وحدوث انحلال في الخثرة التي تسد الشريان المرتبط بالاحتشاء، لكن هذا الاختلاف لم يعد ملحوظًا بعد أربع وعشرين ساعة.

### التمرينات
قد تقلل التمارين الرياضية المنتظمة من معدل الوفيات التي تسببها الأمراض القلبية الوعائية والموت القلبي المفاجئ، ويُعتقد أيضًا أن التمارين المنتظمة تؤدي إلى تعديل التحكم العصبي اللاإرادي في العضلة القلبية. يعاني الأفراد الذين يمارسون الرياضة بانتظام من بطء قلب فيزيولوجي يحدث أثناء الراحة، ويكون معدل ضربات القلب لديهم أثناء الراحة أقل عمومًا من بقية الأفراد.